# (32845) 1992 FU1
1992 FU1 (asteroide 32845) é um asteroide da cintura principal. Possui uma excentricidade de 0.15321920 e uma inclinação de 2.54905º.
Este asteroide foi descoberto no dia 26 de março de 1992 por Seiji Ueda e Hiroshi Kaneda em Kushiro.